# Bobby Seay
Robert Michael "Bobby" Seay, född den 20 juni 1978 i Sarasota i Florida, är en amerikansk före detta professionell basebollspelare som spelade åtta säsonger i Major League Baseball (MLB) 2001 och 2003–2009. Seay var vänsterhänt pitcher.
Seay spelade för Tampa Bay Devil Rays (2001 och 2003–2004), Colorado Rockies (2005) och Detroit Tigers (2006–2009). Totalt spelade han 261 matcher och var 11–6 (elva vinster och sex förluster) med en earned run average (ERA) på 4,16 och 190 strikeouts. 2009 hade han näst flest holds i American League (28).
Seay tog guld för USA vid olympiska sommarspelen 2000 i Sydney.